# جيمي بون
جيمي بون (بالإنجليزية: Jimmy Bone)‏ هو مدرب كرة قدم ولاعب كرة قدم بريطاني، ولد في 22 سبتمبر 1949 في جسر ألن ‏ في المملكة المتحدة. شارك مع منتخب اسكتلندا تحت 21 سنة لكرة القدم ومنتخب اسكتلندا لكرة القدم. أما مع النوادي، فقد لعب مع شيفيلد يونايتد ونادي بارتيك ثيسل ونادي سانت ميرين ونادي سلتيك ونورويتش سيتي وهارت أوف ميدلوثيان.

## وصلات خارجية
- جيمي بون على موقع قاعدة بيانات كرة القدم.إي يو (الإنجليزية)
- جيمي بون على موقع Soccerbase.com (مدرب) (الإنجليزية)